# Vittorio Profumo
Vittorio Profumo (Genova, 21 luglio 1911 – ...) è stato un calciatore italiano, di ruolo portiere.

## Carriera
Giocò in Serie A nella Sampierdarenese-Liguria.

## Palmarès

### Club

#### Competizioni nazionali
- Serie B: 2

Sampierdarenese-Liguria: 1933-1934; 1940-1941